# Migration Act 1958
Le Migration Act est une loi du Parlement australien. Son titre complet est : "Un acte à propos de l'entrée ou de la présence d'étrangers en Australie, ainsi que de leur départ ou de leur déportation avec diverses autres personnes.". Cette législation est celle actuellement en vigueur, relative à l'immigration vers l'Australie, et a été modifié à plusieurs reprises. Cette loi a remplacé l'Immigration Restriction Act de 1901, qui a formé les bases de la politique de l'Australie Blanche. Elle a donc aboli et remplacé le tristement célèbre "test de dictée" par un système de visa universel (aussi communément appelés "permis d'entrée"), ainsi que supprimé de nombreuses autres dispositions discriminatoires de la loi de 1901.

## Modifications suivantes
En 1966, le gouvernement Holt modifie la loi par le biais d'un nouveau Migration Act. Ces mesures ont un impact relativement mineur, puisqu'elles traitent uniquement des cas des vaisseaux étrangers et de leurs équipages. Le projet de loi inclut également le Currency Act de 1963, finalisant la transition monétaire de la Livre australienne au Dollar australien. De plus, il semblerait que de nombreuses sources aient mal interprété les modifications entreprises par le gouvernement en pensant que le nouveau Migration Act démantelait la politique de l'Australie Blanche, en vigueur depuis 1861. Enfin, ces modifications n'ont guère suscité de réviser la législation déjà en vigueur puisqu'elles ont été adoptées par décret ministériel.
Petter Dutton après avoir obtenu le poste de Ministre de l'Immigration et de la Protection des Frontières modifie le Migration Act afin d'imposer un test de personnalité aux demandeurs de visa cherchant à entrer en Australie, ainsi qu'aux étrangers non-ressortissants de l'Australie. Ces modifications comprennent l'introduction d'une annulation ou d'un refus de visa en vertu de l'article 501(3A). En comparant les années 2013-2014 et 2016-2017, on remarque que le nombre de visas annulé ou refusé a augmenté de 1 500 pour cent. Selon les statistiques publiées par le Ministère de l'intérieur, les dix nationalités se voyant refusé ou annulé un visa sont celles des pays suivants : la Nouvelle-Zélande, le Royaume-Uni, le Vietnam, le Soudan, les Fidji, l'Irak, les Tonga, l'Iran, la Chine et l'Inde.